# Китаев, Николай Николаевич
Никола́й Никола́евич Кита́ев (род. 13 июня 1950, пос. Качуг, Иркутская область, СССР) — известный советский и российский учёный-правовед и криминалист, кандидат юридических наук, доцент, Почётный работник прокуратуры Российской Федерации, Заслуженный юрист Российской Федерации, старший советник юстиции.

## Биография
Родился 13 июня 1950 года в посёлке Качуг Иркутской области.
В 1972 году окончил юридический факультет Иркутского государственного университета.
В 1972—2001 годах работал в прокуратуре Читинской и Иркутской областей, Восточно-Сибирской транспортной прокуратуре: помощник прокурора, следователь Петровск-Забайкальской межрайонной прокуратуры Читинской области (1972—1973); командир взвода, военный дознаватель (Забайкальский военный округ) (1973—1975); следователь, старший следователь прокуратуры Ленинского района г. Иркутска, Иркутской городской прокуратуры (1975—1982); следователь по особо важным делам, заместитель начальника следственной части прокуратуры Иркутской области (1982—1992); старший помощник Восточно-Сибирского транспортного прокурора по надзору за исполнением закона РФ «Об оперативно-розыскной деятельности» и расследованием дел особой важности (1992—2001).
В 1986 году окончил журналистский факультет Иркутского государственного университета.
В 1992—1993 годы — прошёл обучение в Иркутском филиале Хабаровской высшей школы МВД РФ по программе «Оперативно-розыскная деятельность», получил допуск 1 категории.
В 1993 году окончил психологический факультет Иркутского государственного университета.
В 1994 году в Томском государственном университете защитил диссертацию на соискание учёной степени кандидата юридических наук по теме «Вопросы теории и практики изобличения лиц, совершивших умышленное убийство».
С 2005 года — преподаватель, доцент кафедры уголовно-правовых дисциплин Иркутского национального исследовательского технического университета.
Член редакционной коллегии научного журнала «Вестник криминалистики».
Автор более 150 научных работ.

## Профессиональная деятельность
По собственным словам, с детства мечтал заниматься расследованием преступлений. В своей работе видит самоутверждение в профессии, а не продвижение по карьерной лестнице, что нашло своё отражение в многочисленных выездах на оперативно-следственные мероприятия (за двадцать лет работы следователем осмотрел более 600 тел жертв преступлений), причем даже во время отдыха с семьёй. Такая личная позиция обусловила решительный отказ от занятия должности прокурора Иркутской области в 90-х годах прошлого века.
В советское время разоблачил и доказал виновность известного серийного убийцы Василия Кулика («иркутский монстр»)
В 1998 году раскрыл серию убийств «ангарского маньяка» Михаила Попкова, сознавшегося впоследствии  в 86 убийствах.
Является бескомпромиссным сторонником смертной казни, искренне полагая, что в СССР именно она позволяла спасти «от пяти до семи тысяч жизней ежегодно», в то время как действующий ныне в России мораторий на смертную казнь привёл исключительно к росту числа жертв.
В своих работах разоблачал "экстрасенсорные способности" Ванги и Вольфа Мессинга.

## Награды
- Специальный диплом Совета Высшей юридической премии «Фемида» (2001) за книгу «Неправосудные приговоры к смертной казни: системный анализ допущенных ошибок»[1][2]
- Медаль Анатолия Фёдоровича Кони (2001) «За многолетние заслуги в правоохранительной деятельности».[1][2]
- Юбилейная медаль «70 лет Вооружённых Сил СССР»[1]
- Медаль «200 лет МВД России»[1]
- Почётная грамота Совета судей РФ[1]
- Почётный работник прокуратуры Российской Федерации[1]
- Заслуженный юрист Российской Федерации[1]

## Научные труды

### Диссертации
- Китаев Н. Н. Вопросы теории и практики изобличения лиц, совершивших умышленное убийство : Автореф. дис. на соиск. учён. степ. канд. юрид. наук : 12.00.09 / Том. гос. ун-т им. В. В. Куйбышева. — Томск, 1994.

### Монографии
- «История и правовые проблемы гипноза» (1984., в соавт.)
- «Виды судебно-психологической экспертизы» (1986, в соавт.)
- Китаев Н. Н., Тельцов А. П. Проблемы расследования отдельных видов умышленных убийств. — Иркутск: Изд-во Иркут. ун-та, 1992. — 168 с. — ISBN 5-7430-0448-X.
- Китаев Н. Н. Неправосудные приговоры к смертной казни: системный анализ допущенных ошибок. — Иркутск: Изд-во ИГЭА, 2000. — 384 с. — ISBN 5-7253-0432-9.
- Китаев Н. Н., Китаева В. Н. Экспертные психологические исследования в уголовном процессе: проблемы, практика, перспективы / Н. Н. Китаев, В. Н. Китаева; М-во образования Рос. Федерации, Байк. гос. ун-т экономики и права. — Иркутск: Изд-во БГУЭП, 2002. — 431 с. — ISBN 5-7253-0700-X.
- Китаев Н. Н. Гипноз и преступления: лекция для специальности 021100 «Юриспруденция» / Н. Н. Китаев; Федер. агентство по образованию, Байкал. гос. ун-т экономики и права. — Иркутск: Изд-во БГУЭП, 2006. — 60 с. — 300 экз. — ISBN 5-7253-1344-1.
- Китаев Н. Н. Неправосудные приговоры к смертной казни: Систем. анализ допущ. ошибок = Unjust judgments of death / Н. Н. Китаев; Ассоц. Юрид. центр. — СПб.: Юрид. центр Пресс, 2004. — 388 с. — 1050 экз. — ISBN 5-94201-297-0.
- Китаев Н. Н. «Криминалистический экстрасенс» Вольф Мессинг: правда и вымысел / Н. Н. Китаев; Федеральное агентство по образованию, Байкальский гос. ун-т экономики и права. — Иркутск: Изд-во БГУЭП, 2006. — 122 с. — 500 экз. — ISBN 5-7253-1414-6.

### Статьи
- Китаев Н. Н., Ермаков Н. П. О возможности использования музыки при допросе обвиняемого (подозреваемого) // «Проблемы изучения личности участников уголовного судопроизводства». Межвузовский сборник научных трудов. — Свердловск: УрГУ, 1980. — С. 104—109.
- Китаев Н. Н., Путинцев А. В., Дилис А. Д. Экспертная оценка входных огнестрельных отверстий на своде черепа // Судебно-медицинская экспертиза. — № 4. — 1990. — С. 6-8
- Китаев Н. Н., Ермаков Н. П. Об одном нетрадиционном тактическом приёме допроса // Тактико- криминалистические и процессуальные аспекты предварительного следствия. Сборник научных трудов. — Иркутск: РИО ИГУ, 1991. — С. 106—110.
- Китаев Н. Н. Некоторые проблемы получения и использования по уголовным делам информации от лиц, желающих остаться неизвестными. // Актуальные проблемы расследования и предупреждения преступлений в условиях перехода к рыночной экономике. Барнаул, 1993. — С. 80-81.
- Китаев Н. Н. Нелегальная переписка арестованных обвиняемых: вопросы процессуальной и оперативной деятельности правоохранительных органов // Проблемы борьбы с преступностью в современных условиях : Часть 3. — Иркутск, 1995. — С. 61-63
- Китаев Н. Н. Работа с нелегальной корреспонденцией арестованных обвиняемых // Законность. — № 5. — 1995. — С. 17-19
- Китаев Н. Н. Судебно-психологическая экспертиза при разоблачении инсценировок несчастных случаев и самоубийств // Законность. — № 12. — 1995. — С. 15-16
- Китаев Н. Н., Путинцев А. В. Судебно-медицинское значение способа совершения преступлений в случаях серийных убийств с сексуальной мотивацией // Судебно-медицинская экспертиза. — № 1. — 1996
- Китаев Н. Н. Гласность и рассекречивание тайн // Законность. — № 2. — 1996. — С. 52
- Китаев Н. Н. Использование данных психологии при расследовании угона воздушного судна // Законность. — № 8. — 1996. — С. 16-18
- Китаев Н. Н. Феномен «парадоксального выделительства» и проблема изобличения преступника // Законность. — 4. — 1997. — С. 42-44
- Китаев Н. Н., Путинцев А. В. Определение ритуального (культового) характера телесных повреждений на трупе // Судебно-медицинская экспертиза. — № 4. — 1997. — С. 40-41
- Китаев Н. Н., Шапошникова В. Значение хронобиологии для криминалистики. // Законность. — № 11. — 1997. — С. 46-48
- Китаев Н. Н., Гармаев Ю. Судебно-психологическая экспертиза при доказывании взяточничества. // Законность. — № 4. — 1998. — С. 20-23
- Китаев Н. Н. Парапсихология и криминалистика // Законность. — № 7. — 1998. — С. 30-32
- Китаев Н. Н. Приёмы оперативно-розыскной криминалистики при раскрытии убийств. // Законность. — № 11. — 1999. — С. 14-15
- Китаев Н. Н. Роль экспертов-психологов при доказывании признака устойчивости банды. // Российский следователь. — № 4. — 1999. — С. 15-16.
- Китаев Н. Н. О возможности экспертной психодиагностики серийных маньяков-убийц. // Юрист. — № 5-6. — 1999. — С. 27-28.
- Китаев Н. Н. Особенности расследования случаев гибели людей на железнодорожном транспорте // Южно-уральские криминалистические чтения /М-во образования Рос. Федерации. Вып. 7 / [редкол.: Л. Л. Каневский, д-р юрид. наук (отв. ред.) и др.]; Башк. гос. ун-т. — Уфа: БашГУ, 1999. — С. 72-74. — 162 с. ISBN 5-7477-0402-8 200 экз.
- Китаев Н. Н. Определение характера смерти с помощью «Эффекта Кирлиан». // Законность. — № 2. — 2000. — С. 48-49
- Китаев Н. Н., Пархомов В. А. О возможной корреляции действий серийных убийц по сексуальным мотивам с геофизическими факторами // Вестник ИГЭА. — Иркутск: ИГЭА, 2001. — Вып. 3(28). — С. 49–57.
- Китаев Н. Н. Гипноз в криминалистике // Законность. — 2004. — № 6. — С. 55-56
- Китаев Н. Н. Живучесть ложных представлений // Законность. — 2005. — № 1. — С. 43-45
- Китаев Н. Н. Болгарская прорицательница Ванга как характерный пример несостоятельности "криминалистических экстрасенсов" // Вестник криминалистики. — 2005. — № 4 (16). — С. 94-101.
- Китаев Н. Н. Следственная и судебная практика привлечения к уголовной ответственности «экстрасенсов» и «магов» // Следователь. — 2006. — № 1. — С. 51-53
- Китаев Н. Н. «Помощь» экстрасенса правоохранительным органам: Неутешительные результаты одной проверки // Следователь. — 2006. — № 5. — С. 48-50
- Китаев Н. Н. «Загипнотизированные судьи»: Опасность, которой не существует // Следователь. — 2006. — № 6. — С. 38-41
- Китаев Н. Н. Астрология и право: Живучесть ложных представлений // Российская юстиция. — 2006. — № 1. — С. 59-60
- Китаев Н. Н. О возможности изобличения в мошенничестве «ясновидящих» и «предсказателей» // Академический юридический журнал. — 2006. — № 1. — С. 53-55
- Китаев Н. Н. Ошибки эксперта-биолога обусловили вынесение неправосудного приговора // Эксперт-криминалист. — 2006. — № 2. — С. 27-28
- Китаев Н. Н. Экстрасенсы в правоприменительной деятельности: Мифы и реалии // Вестник криминалистики. Вып. 2 (18). — М.: Спарк, 2006. — С. 27-35
- Китаев Н. Н. Психофизиологическая экспертиза — грубое нарушение Инструкции о порядке применения полиграфа при опросе граждан// Российский следователь. — 2007. — № 6. — С. 32-34
- Китаев Н. Н. Психофизиологическая экспертиза — «незаконнорождённое дитя» ОРД // Законность. — 2007. — № 3. — С. 37-40
- Китаев Н. Н., Негреева М. Б., Шендеров В. А. Идентификационные возможности биомеханической экспертизы в криминалистике // Вестник криминалистики. — 2007. — № 2. — С. 61-63
- Китаев Н. Н. Нетрадиционные методы раскрытия и расследования преступлений // Вестник криминалистики. — 2007. — № 4. — С. 41-48
- Китаев Н. Н. Участие шаманов в раскрытии преступлений: Мифы и факты // Российский следователь. —2007. — № 22. — С. 2-4
- Китаев Н. Н. Возможности судебно-психологической экспертизы при определении индивидуальных действий соучастников убийства // Материалы Международной научно-практической конференции «Теория и практика судебной экспертизы в современных условиях», г. Москва, 14 — 15 февраля 2007 г. — М.: Проспект, 2007. — С. 423—425
- Китаев Н. Н. Экстрасенсы и правоприменительная деятельность // Закон и право. — 2008. — № 5. — С. 94-95
- Китаев Н. Н. Полезное пособие по юридической психологии // Юридическая психология. — 2008. — № 2. — С. 38-41
- Китаев Н. Н. Результаты опроса на полиграфе не могут иметь статус уголовно-процессуальных доказательств // Оперативник (сыщик). — 2008. — № 4. — С. 21-22
- Китаев Н. Н., Китаева В. Н. Использование заключения специалиста-психолога в доказывании по делам об убийствах // Судебная экспертиза. — 2008. — № 3. — С. 29-37
- Архипова А. Н., Китаев Н. Н. Судебно-психологическая экспертиза при расследовании убийств «без трупа» // Вестник криминалистики. — 2008. — № 4. — С. 83-88
- Китаев Н. Н. «Криминалистический экстрасенс» Вольф Мессинг: правда и вымысел Архивная копия от 4 марта 2016 на Wayback Machine // Бюллетень «В защиту науки». — 2008. — № 4. — С. 102—143.
- Китаев Н. Н. Агенты правоохранительных органов — серийные убийцы по сексуальным мотивам // Оперативник (сыщик). — 2008. — № 1. — С. 31-32
- Китаев Н. Н. Актуальное исследование дидактических проблем юридической психологии // Академический юридический журнал. — 2008. — № 1. — С. 57
- Китаев Н. Н. Очная ставка — эффективное следственное действие в арсенале настоящих профессионалов // Российская юстиция. — 2008. — № 4. — С. 24-26
- Архипова А. Н., Китаев Н. Н. Криминалистическая гипнорепродукция — нарушение законов России //Научные труды. Выпуск 9. Том 3. — М., 2009. — С. 1126—1128
- Китаев Н. Н., Китаева В. Н. О роли осязания в предъявлении предметов для опознания // Российский следователь. — 2009. — № 21. — С. 6-8
- Китаев Н. Н., Андреева Т. А. Первые в России судебно-психологические экспертизы по делам серийных убийц с сексуальной мотивацией // Вестник криминалистики. — 2009. — № 3. — С. 74-78
- Китаев Н. Н. Экспертные ошибки при судебно-медицинском исследовании вещественных доказательств по делам о серийных убийствах // Материалы 2-й Международной научно-практической конференции «Теория и практика судебной экспертизы в современных условиях», г. Москва, 24 — 25 июня 2009 г. — М.:Проспект, 2009. — С. 175—177
- Архипова А. Н., Китаев Н. Н. Результаты опроса на полиграфе не могут иметь статус уголовно-процессуальных доказательств // Российский следователь. — 2010. — № 3. — С. 5-7
- Архипова А. Н., Китаев Н. Н. Актуальные вопросы судебно-гидрологической экспертизы // Академический юридический журнал. — 2010. — № 3. — С. 44-48
- Китаев Н. Н. Использование явлений сомнамбулизма в раскрытии и расследовании преступлений // Оперативник (сыщик). — 2010. — № 1. — С. 46-47
- Архипова А. Н., Китаев Н. Н. Актуальные вопросы судебно-медицинской экспертизы в ситуациях, когда труп потерпевшего не обнаружен или был уничтожен // Вестник криминалистики. — 2010. — № 3. — С. 43-47
- Архипова А. Н., Китаев Н. Н. Возможности судебно-гидрологической экспертизы при расследовании убийств «без трупа» // Вестник криминалистики. — 2010. — № 4. — С. 65-69
- Китаев Н. Н., Китаева В. Н. О возможности судебно-психологической экспертизы при изобличении взяточников // Российская юстиция. — 2010. — № 4. — С. 69-71
- Китаев Н. Н. Анализ следственной и судебной практики по делам о мошенничестве «ясновидцев» // Актуальные проблемы современной юридической науки и практики: межвузовский сборник научных трудов. Вып. 4 / отв. ред. А. Н. Иванов. — Саратов: Изд-во Саратовского ун-та, 2010. — С. 349—463 с.
- Китаев Н. Н., Китаева В. Н. Особенности опознания предметов с использованием тактильных ощущений // Воронежские криминалистические чтения: сборник научных трудов. Вып. 12 / под ред. О. Я. Баева. — Воронеж: Изд-во Воронежского гос. ун-та, 2010. — С. 189. — 382 с. ISBN 978-5-9273-1680-9
- Китаев Н. Н. Использование сновидений правонарушителей в раскрытии и расследовании преступлений: на примерах дел об убийствах // Закон и право. — 2010. — № 5. — С. 56-58
- Китаев Н. Н. Наркоз и преступления. // Открытый правозащитный университет для лидеров НКО и правозащитных организаций. — М.: Юрист, 2010. — С. 62-65
- Архипова А. Н., Китаев Н. Н. Убийства «без трупа» как результат деятельности спецслужб (историческая казуистика) //Российская академия юридических наук. Научные труды. Выпуск 11. Том 2. — М., 2011. — С. 670—673
- Архипова А. Н., Китаев Н. Н. О возможностях судебной экспертизы по определению времени уничтожения трупа в растворах едких химических веществ // Российский следователь. — 2011. — № 4. — С. 4-6
- Архипова А. Н., Китаев Н. Н. О подмене «нетрадиционных» приёмов раскрытия преступлений лженаучными рекомендациями // Вестник криминалистики. — 2011. — № 1. — С. 18-23
- Китаев Н. Н., Китаева В. Н. Судебно-экспертные исследования психики террористов // Вестник криминалистики. — 2012. — № 3. — С. 82-87
- Китаев Н. Н., Китаева В. Н. Судебно-экспертные исследования психики террористов // Криминалистика и судебная экспертиза. — СПб.: Издательский Дом СПбГУ, 2012. — С. 278—283
- Китаев Н. Н., Ардашев Р. Г. Криминалистическое значение предсмертных писем убийц, покончивших суицидом // Российский следователь. — 2012. — № 20. — С. 2-4
- Китаев Н. Н., Ардашев Р. Г. О повышении эффективности розыска трупов в водоёмах с помощью специалистов-гидрологов // Закон и право. — 2012. — № 6. — С. 80-81
- Китаев Н. Н., Ардашев Р. Г. О расследовании убийств, осложненных посткриминальным суицидом правонарушителей, в дореволюционной России // Закон и право. — 2012. — № 7. — С. 86-87
- Ардашев Р. Г., Китаев Н. Н. Самоубийство правонарушителей как способ противодействия расследованию преступлений: по материалам уголовных дел об убийствах // Вестник криминалистики. — 2013. — № 3. — С. 84-89
- Китаев Н. Н., Китаева В. Н. О возможности производства повторной ольфакторной экспертизы // Академический юридический журнал. — 2013. — № 1. — С. 44-46
- Ардашев Р. Г., Китаев Н. Н. Криминальные инсценировки самоубийства: исторический аспект судебно-медицинской диагностики // Академический юридический журнал. — 2013. — № 4. — С. 37-40
- Ардашев Р. Г., Китаев Н. Н. Суицид обвиняемых (подозреваемых) в убийстве при проведении следственных действий // Закон и право. — 2013. — № 9. — С. 98-99
- Ардашев Р. Г., Китаев Н. Н. Массовые убийства, осложненные посткриминальным суицидом правонарушителя: проблемные вопросы // Закон и право. — 2013. — № 10. — С. 117—119
- Ардашев Р. Г., Китаев Н. Н. О классификации криминальных инсценировок гибели людей без трупа потерпевшего // Закон и право. — 2013. — № 12. — С. 106—107
- Ардашев Р. Г., Китаев Н. Н. Проблемы раскрытия и расследования убийств, осложнённых суицидом подозреваемого // Российский следователь. — 2013. — № 18. — С. 8-10
- Корабельникова Е. А., Китаев Н. Н., Ардашев Р. Г. Возможности и перспективы использования анализа сновидений в расследовании и профилактике преступлений // Закон и право. — 2014. — № 10. — С. 32-36
- Китаев Н. Н., Китаева В. Н. Использование судебной экспертизы при изучении личностных особенностей террористов // Криминологический журнал Байкальского государственного университета экономики и права. — 2014. — № 3. — С. 55-62
- Китаев Н. Н., Яровенко В. В. Характеристика дерматоглифических признаков лиц, склонных к серийным преступлениям // Право и политика. — 2014. — № 11. — С. 1656—1667

### Рецензии
- Китаев Н. Н. Интересное и полезное исследование: Рецензия // Следователь. — 2007. — № 4. — С. 57-58